# ヤマタノオロチ (小惑星)
ヤマタノオロチ (10888 Yamatano-orochi) は、小惑星帯の小惑星。
清水義定と浦田武によって、和歌山県の那智勝浦観測所において発見された。
名前は日本神話に登場するヤマタノオロチに由来する。